# Universidad Mesoamericana de San Agustín
La Universidad Mesoamericana de San Agustín (abreviado como UMSA), es una institución privada de educación superior ubicada en la ciudad de Mérida, Yucatán en México. Es la primera institución de educación superior privada en obtener la denominación de Universidad otorgada por la Secretaría de Educación del Gobierno del Estado de Yucatán.

## Historia
La UMSA tiene sus orígenes en el año 1948 cuando se funda la “Academia de Estudios Contables” en el centro de la ciudad de Mérida Yucatán en México, dieciséis años después, en 1964,  cambia de nombre por el de “Colegio San Agustín”, y es a partir de este año que inicia un largo camino de crecimiento y de esfuerzos por ofrecer una educación de alto nivel que responda a las necesidades sociales y económicas del estado de Yucatán. Desde sus inicios el Colegio San Agustín ofreció programas educativos de educación básica (secundaria) y carreras comerciales, así como una preparatoria incorporada a la Universidad Autónoma de Yucatán en el año 1967. La incursión del Colegio San Agustín en la impartición de programas educativos de nivel superior inicia en 1983 conjuntamente con su filial el Instituto de Estudios Superiores de Yucatán, al ofrecer su primera licenciatura: Turismo.
Es hasta el año de 1995 cuando se constituye la Universidad Mesoamericana de San Agustín, y firma un convenio de adhesión con las dos instituciones mencionadas y confirma su proyecto de fortalecer su oferta educativa en el nivel medio superior y superior.
El 30 de junio de 2001, la Universidad Mesoamericana de San Agustín, adquiere orgullosamente el reconocimiento como la primera institución de educación superior privada en obtener la denominación de Universidad otorgada por la Secretaría de Educación del Gobierno del Estado de Yucatán. En ese mismo año inicia su oferta de posgrados al impartir la Maestría en Administración de Recursos Humanos y la Maestría en Finanzas.
Entre su oferta de pregrado destaca la Licenciatura en Gerontología que inicia labores en el año 2003, siendo la primera licenciatura de su género que se impartió en México, gracias a los esfuerzos de su rector en ese año, el Dr. Orlando I. Piña Basulto.

## Oferta académica
La UMSA ofrece un doctorado, seis maestrías, dieciséis licenciaturas, una de ellas incorporada a la Universidad Nacional Autónoma de México (UNAM) y dos ingenierías.

### Educación
- Educación
- Psicopedagogía

### Ciencias de la salud
- Fisioterapia y Rehabilitación
- Nutrición
- Psicología
- Gerontología

### Ciencias Económico Administrativas
- Administración de  Empresas
- Contador Público
- Turismo
- Gastronomía
- Mercadotecnia y Publicidad

### Ciencias sociales y humanidades
- Derecho
- Criminalística
- Ciencias Políticas y Administración Pública

### Ciencias de la comunicación y diseño
- Comunicación
- Diseño y Comunicación Visual (Incorporada a la UNAM)
- Arquitectura (Incorporada a la UNAM)

### Ingenierías
- Ingeniería en Gestión de Tecnologías de la Información
- Ingeniería Industrial

### Maestrías
- Derecho Penal y Criminalística
- Educación
- Dirección Estratégica de Negocios
- Psicoterapia
- Administración de Recursos Humanos
- Mercadotecnia digital

### Doctorados
- Doctorado en Educación

## Clasificación académica

### Clasificación webométrica del CSIC
Esta clasificación la produce el Centro de Información y Documentación (CINDOC) del Consejo Superior de Investigaciones Científicas (CSIC) de España. El CINDOC actúa como un observatorio de ciencia y tecnología disponible en la Internet. La clasificación se construye a partir de una base de datos que incluye alrededor de 11.000 universidades y más de 5.000 centros de investigación. La clasificación muestra a las 3.000 instituciones mejor colocadas. La metodología bibliométrica toma en cuenta el volumen de contenidos publicados en la web, así como la visibilidad e impacto de estos contenidos de acuerdo con los enlaces externos que apuntan hacia sus sitios web.
Según esta metodología, la Universidad Mesoamericana de San Agustín ocupa el lugar número 15275 del mundo, el lugar 1568 de América Latina, y el lugar 240 de México.